# 米倉啓
米倉 啓（よねくら ひらく、1980年10月12日 - ）は、日本の俳優。大阪府出身。

## 人物
大阪出身の舞台俳優。殺陣が得意な動ける役者。近年多彩な役を使分け、カメレオンと称される。特に狂気的な演技は秀逸である。
劇団リリパットアーミーIIに2003年〜2007年まで在籍し年3、4本の公演に出演。2007年8月に退団し、活動拠点を大阪より東京へと移す。
太田プロダクションに所属した後独立、現在フリーで活動中。
演出、プロダクションの講師としても活動。

## 出演

### 舞台
- 杉良太郎座長公演 「からっ風の子守唄」
- アリスプロモーションプロデュース公演 「流れ女将」
- 大阪市主催 リリパットアーミーII 「ちゃちゃちゃ」
- 「お祝い」 ラックシステム
- 「お正月」 ラックシステム
- 「大阪芝居」 リリパットアーミーII
- 「お願い」 ラックシステム
- 「Pink PIG BLUSE」 リリパットアーミーII
- 「時の男」 リリパットアーミーII
- 「スコープ」 Nプロ
- 「お願い」 ラックシステム
- 「天下御免の馬侍」 リリパットアーミーII
- 尼崎市主催 宮田慶子演出 「天禄光琳模様」
- 「大阪芝居ー街編ー」 リリパットアーミーII
- 踊るやくざシリーズ 「極道LIVE!」
- 踊るやくざシリーズ 「眠れる夜の極道」
- 「きら星の磁力？It's too soon to give up?」
- 「カルマ」〜3億分の1の奇跡〜 ANT Project
- 踊るやくざシリーズ 「嗚呼、極道青春物語」
- 「髪結う時」 TOKYOハンバーグ
- 「覇王別姫」 中井組
- 「Bismuth〜蒼鉛の舟〜」 VARNA
- 「Dream Box」 芝居家だんす
- 「サージェント」 劇団浪漫狂
- 「Doll Castle〜人形の城〜」Souse produce
- 「SPY〜Reservoir Dogs」スプーキーズ
- 「獅子」PROPAGANDA STAGE
- 「真田十勇士」劇団SHOW特急
- 「ドリームドロップス」企画集団Gotta!
- 「NEVER SAY NEVER and...~月が綺麗だから~」BIG MOUTH CHICKEN
- 「宇宙船」3.14ch
- 「月光条例-月光編-」カプセル兵団
- 「ここにいる！？」BIG MOUTH CHICKEN
- 「heavenly drop~全ては物語~」BIG MOUTH CHICKEN
- 「Leo of hearT~怪盗レグルスからの予告状~」BIG MOUTH CHICKEN
- 「月光条例-カグヤ編-」カプセル兵団
- 「モーツァルトとマリー・アントワネット」劇団東京イボンヌ
- 「幕末疾風伝MIBURO〜壬生狼〜」TAFプロデュース[1]

### 映画
- パッチギ!
- 二人の女勝負師
- 夢に生きる[2]

### 映像
- 裁きの銀
- 波瀾万丈（岸部シロー編） 岸部シロー 役
- 千葉テレビ「出番ですよ」、「フライデーナイトフィーバー」
- 千葉テレビ「土曜BangBang!」（毎週土曜日朝9:30-10:00）内放送10分×4週ドラマ「ドラゴン・コード」 主演
- 千葉テレビ「住宅展示場物語」 レギュラー主演
- 千葉テレビ「UFOトレジャー」 主演
- 千葉テレビ「ミステリーツアー」 レギュラー主演
- 日本テレビ「デカワンコ」 8話
- TOKYO MX「不思議なコテージ」第2話
- ピストル楊 3